# Ma révolution (film)
Pour l’article homonyme, voir Ma révolution.
Pour plus de détails, voir Fiche technique et Distribution.
Ma révolution est un film dramatique français réalisé par Ramzi Ben Sliman, sorti en 2016.

## Synopsis
Marwann est un adolescent de 14 ans d'origine tunisienne qui vit à Paris. Plus préoccupé par sa volonté de séduire la jolie Sygrid que par les manifestations de soutien au Printemps arabe, il devient pourtant malgré lui un symbole de la révolution tunisienne après un concours de circonstances qui le conduisent à faire la une du journal Libération. L'image positive dont il bénéficie, notamment dans son collège, lui donne alors plus de confiance à propos de ses chances auprès de Sygrid. Et les évènements vont aussi lui permettre de se reconnecter à ses racines tunisiennes.

## Fiche technique
- Titre original : Ma révolution
- Titre de travail : J'ai dégagé Ben Ali
- Réalisation : Ramzi Ben Sliman
- Scénario : Ramzi Ben Sliman, Thomas Cailley et Nathalie Saugeon
- Musique : Julien Lourau
- Montage : Damien Maestraggi
- Photographie : Dominique Colin
- Décors : Gaëlle Usandivaras
- Costumes : Elfie Carlier
- Producteur : Jérôme Dopffer et Sebastién Hauguenauer
- Production : Les Productions Balthazar et 10:15 Productions
  - Coproduction : France 2 Cinéma et Film Factory
  - SOFICA : Cofinova 11
- Distribution : Memento Films Distribution
- Pays d'origine :  France
- Durée : 80 minutes
- Genre : drame
- Dates de sortie :
  -  France : 3 août 2016

## Distribution
- Samuel Vincent : Marwann
- Anamaria Vartolomei : Sygrid
- Lubna Azabal : Samia
- Samir Guesmi : Moncef
- Lucien Le Guern : Félix
- Lucia Van Der Elst : Joséphine
- Jules Lelièvre : Simon
- Ahmed Benaïssa : Rida
- Nassim Haddouche : Lotfi
- Pierre Lottin : le sergent Pepper
- Ina Mihalache : L'institutrice

## Sélection en festivals
- Berlin International Film Festival
- Festival Premiers Plans Angers
- Festival du Film de Cabourg
- Festival International des Scénaristes - Valences
- Stockholm International Film Festival
- International Festival of Cracovie
- Sydney Film Festival
- Festival du Film de Khouriga
- Giffoni Film Festival
- Indibo Festival de Cine Indepediente de Bogota
- Copenhagen Film Festival for children and youth